# Нойшев
Нойшев (пол. Nojszew) — село в Польщі, у гміні Коритниця Венґровського повіту Мазовецького воєводства.
Населення — 164 особи (2011).
У 1975-1998 роках село належало до Седлецького воєводства.

## Демографія
Демографічна структура станом на 31 березня 2011 року:
|          | Загалом | Допрацездатний вік | Працездатний вік | Постпрацездатний вік |
| -------- | ------- | ------------------ | ---------------- | -------------------- |
| Чоловіки | 86      | 22                 | 48               | 16                   |
| Жінки    | 78      | 17                 | 36               | 25                   |
| Разом    | 164     | 39                 | 84               | 41                   |